# Hydractinia diogenes
Hydractinia diogenes är en nässeldjursart som beskrevs av Wilfrid Arthur Millard 1959. Hydractinia diogenes ingår i släktet Hydractinia och familjen Hydractiniidae. Inga underarter finns listade i Catalogue of Life.